# NGC 6946
NGC 6946 (również Galaktyka Fajerwerk, PGC 65001, UGC 11597 lub Arp 29) – galaktyka spiralna znajdująca się w odległości około 22 milionów lat świetlnych od Ziemi, w gwiazdozbiorze Łabędzia (biorąc pod uwagę jądro galaktyki), na granicy gwiazdozbioru Cefeusza, w którym znajduje się większość widocznego obszaru galaktyki. Odkrył ją William Herschel 9 września 1798 roku.

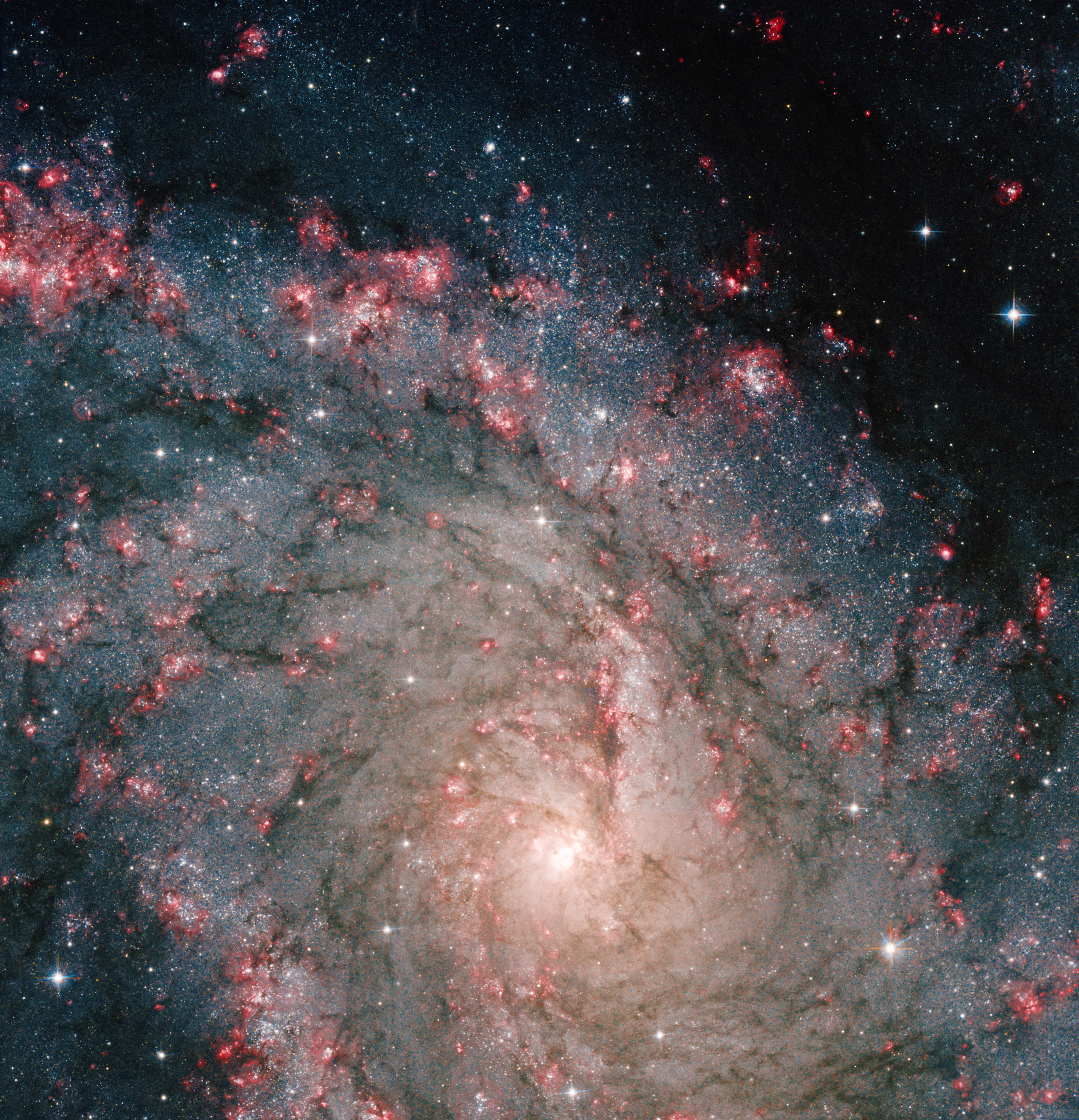
Zbliżenie z Kosmicznego Teleskopu Hubble’a

NGC 6946 rozciąga się na przestrzeni około 75 tys. lat świetlnych i jest jednym z najbliższych sąsiadów Drogi Mlecznej spoza galaktyk Układu Lokalnego.
Jest to galaktyka z aktywnym jądrem zaliczana do galaktyk Seyferta typu 2.
Podobnie jak w galaktykach M61 i M83 w NGC 6946 zaobserwowano dużą liczbę supernowych: SN 1917A, SN 1939C, SN 1948B, SN 1968D, SN 1969P, SN 1980K, SN 2002hh, SN 2004et i SN 2008S. Według stanu na 2013 rok jest to zatem galaktyka, w której odnotowano rekordową liczbę supernowych.